# Isadore Singer
Pour les articles homonymes, voir Singer.
Ne doit pas être confondu avec Isidore Singer.
Isadore Singer, né le 3 mai 1924 à Détroit et mort le 11 février 2021 à Boxborough, est un mathématicien américain, professeur au Massachusetts Institute of Technology (MIT).

## Biographie
Isadore Singer obtient son doctorat de l'université de Chicago en 1950. Il enseigne ensuite à l'université de Californie à Los Angeles, puis au Massachusetts Institute of Technology (MIT), où il passe la plus grande partie de sa carrière.
Il est le lauréat de nombreuses récompenses, dont le prix Abel en 2004, conjointement avec Michael Atiyah avec qui il a démontré en 1963 le théorème de l'indice qui porte leur nom. En 2005, il est docteur honoris causa de l'université Pierre-et-Marie-Curie (UPMC).

## Prix et distinctions
- Bourse Guggenheim
- 1969 : Prix Bôcher
- 1983 : National Medal of Science
- 1988 : Médaille Wigner
- 2002 : Docteur honoris causa de l'université de Miami
- 2004 : Prix Abel et Conférence Gauss
- 2005 : Docteur honoris causa de l'université Pierre-et-Marie-Curie

Isadore Singer est membre de l'Académie norvégienne des sciences et des lettres, de l'Académie américaine des arts et des sciences, de l'Académie nationale des sciences, de l'American Mathematical Society et de la Société américaine de philosophie